# 玉湯町
玉湯町（たまゆちょう）は、島根県の北東部にあった町。古湯玉造温泉で知られていた。
2005年3月31日、八束郡6町村とともに松江市と新設合併した。

## 地理
- 山 : 花仙山
- 河川 : 玉湯川

国道9号線の朝夕の慢性的な渋滞が頻繁に起こっていたが、片側2車線化により松江市街地から車で約10分となりアクセスの向上化、2000年代より宅地造成が進み、住宅、アパートの建設が増え人口が増加している。

### 隣接している自治体
- 島根県
  - 松江市
  - 雲南市
  - 八束郡 : 宍道町

## 歴史
- 1905年（明治38年）4月1日 - 玉造村・湯町村が合併して玉湯村が発足。
- 1959年（昭和34年）1月1日 - 玉湯村が町制施行して玉湯町となる。
- 2005年（平成17年）3月31日 - 松江市・鹿島町・島根町・美保関町・八雲村・宍道町・八束町と合併し、改めて松江市が発足。同日玉湯町廃止。

## 行政

### 町長
- 福間啓夫（2003年5月1日から）

## 経済

### 産業
- 主な産業
- 産業人口（2000年国勢調査）
  - 第1次産業：259人（7.5%）
  - 第2次産業：730人（21.2%）
  - 第3次産業：2,457人（71.3%）

## 地域

### 教育
※2005年の市町村合併で小中学校は全て松江市立となったが、2021年4月1日に3校が統合し、松江市立義務教育学校玉湯学園となった。
- 玉湯小学校
- 大谷小学校
- 玉湯中学校

## 交通

### 鉄道路線
- 西日本旅客鉄道（JR西日本） 山陰本線
  - 玉造温泉駅

### 道路
- 高速道路
  - 山陰自動車道：松江玉造インターチェンジ - 宍道湖サービスエリア
- 一般国道
  - 国道9号

## 名所・旧跡・観光スポット・祭事・催事
- 玉造温泉
- 玉作湯神社
- 出雲玉作史跡公園 - 国の史跡
- 出雲玉作資料館